# Gépjármű

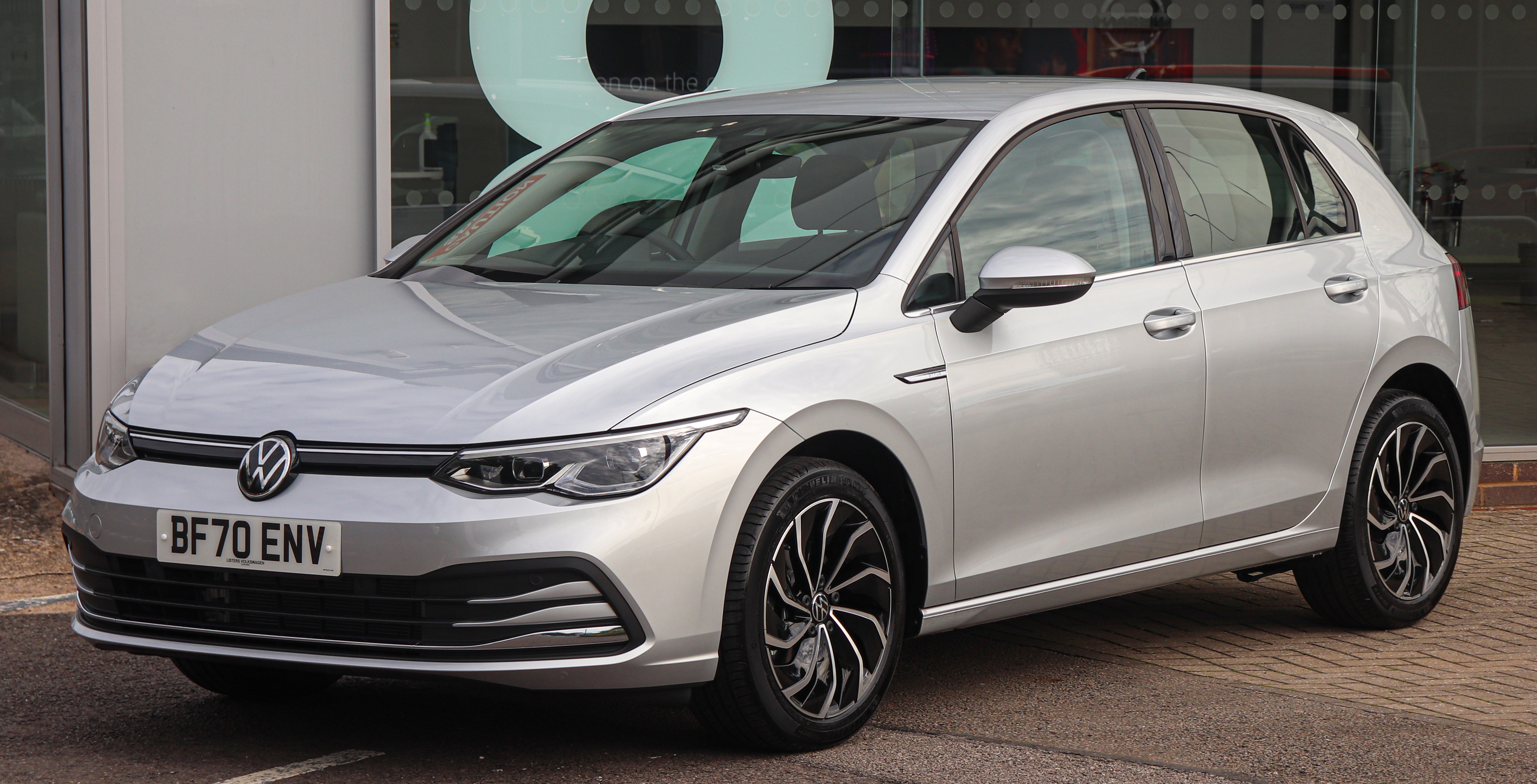
Személygépkocsi

A gépjármű olyan közúti jármű, amit beépített motor hajt. A KRESZ a járműveket általánosságban három kategóriába sorolja: gépjárművekébe, melyeket saját motor hajt, nem gépjárművekébe, melyeknek bár saját motorjuk van, mégsem minősülnek gépjárműnek, és nem motoros járművekébe, melyeknek nincs saját motorja. Alább ezek a kategóriák vannak részletesebben taglalva.

## Gépjárművek felosztása
A gépjárművek kategóriájába a gépkocsi és a motorkerékpár tartozik. Nem minősül gépjárműnek, bár saját motorja van: a mezőgazdasági vontató, a lassú jármű, a segédmotoros kerékpár és a villamos.

### Gépkocsi
A gépkocsi olyan gépjármű, amelynek négy vagy több kereke van, illetve három kerék esetén 450 kg-ot meghaladó saját tömege, de a négykerekű motorkerékpár nem gépkocsi.
A gépkocsi lehet:

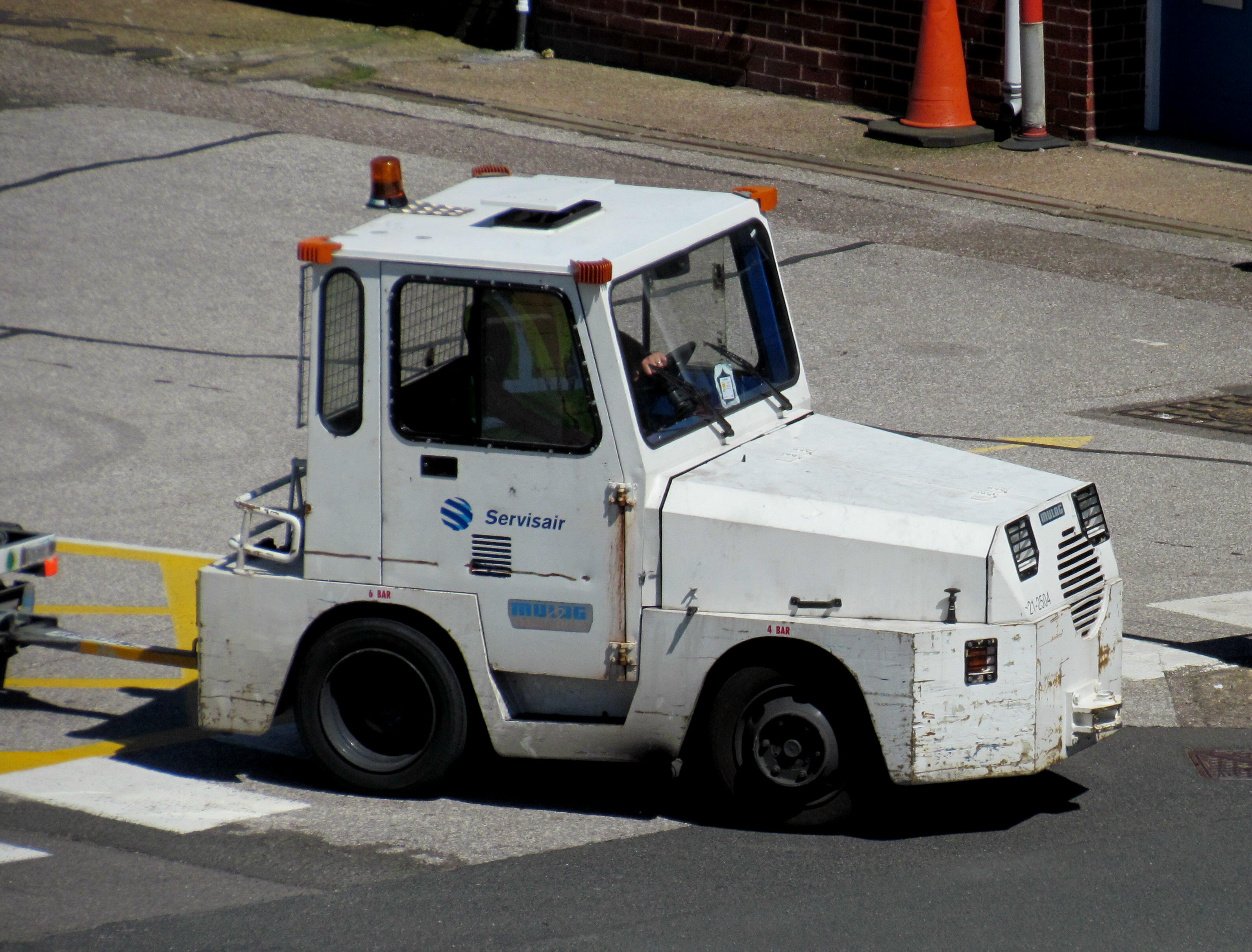
A vontató, mint „pótkocsi vontatására készült, rakfelület nélküli gépkocsi” jellemzően speciális gépjármű, ilyen például a reptéri poggyászvontató

- Személygépkocsi (autó): személyszállításra készült és a vezetővel együtt legfeljebb kilenc állandó ülőhelye van.
- Autóbusz: személyszállításra készült és a vezetővel együtt több mint kilenc állandó ülőhelye van.
- Trolibusz: elektromos vezetékhez kötött gépkocsi, általában személyszállításra kialakítva.
- Vontató: pótkocsi vontatására készült, rakfelület nélküli gépkocsi.
- Nyerges vontató: félpótkocsi vontatására kialakított gépkocsi, amely nyeregszerkezettel veszi át a félpótkocsi súlyának jelentős részét.
- Tehergépkocsi alatt a személygépkocsit, az autóbuszt, a trolibuszt, és a vontatót kivéve minden egyéb, alapvetően teherszállításra kialakított gépkocsit értünk.

### Motorkerékpár
A motorkerékpár olyan gépjármű, amely két vagy három kerékkel rendelkezik, saját tömege 400 kg alatti, belsőégésű motorjának hengerűrtartalma 50 cm³-nél nagyobb, valamint tervezett sebessége nagyobb mint 50 km/h.
A motorkerékpár lehet:
- Kétkerekű motorkerékpár: motorral meghajtott, egy nyomon, vagy oldalkocsival szerelt, háromkerekű, két nyomon haladó jármű.
- Háromkerekű motor, vagy motoros tricikli (robogó), melynek három szimmetrikusan elhelyezett kereke három nyomon halad.

Ezeken kívül a motorkerékpár lehet még négykerekű is, ennek változatai: 

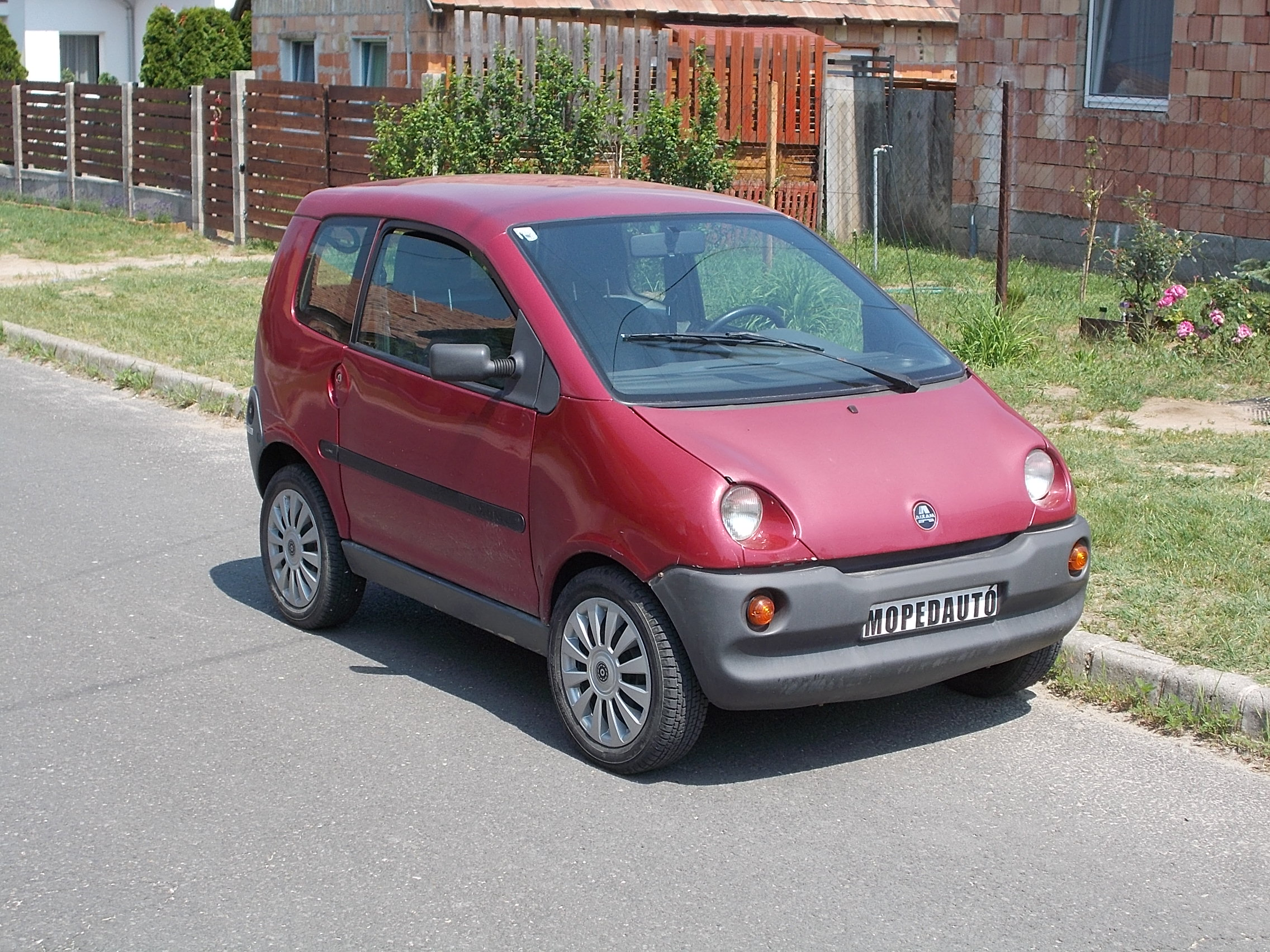
Mopedautó

- Könnyű négykerekű segédmotoros kerékpár (mopedautó), amely zárt utasterű, több személy számára rendelkezik hellyel (általában kettővel), és minden gépkocsiban szokásos kezelőszervvel el van látva (kormánykerék). Terheletlen tömege legfeljebb 350 kg, legnagyobb tervezett sebessége 45 km/h, motorjának hengerűrtartalma szikragyújtású motoroknál legfeljebb 50 cm³, egyéb belső égésű motor esetében legnagyobb hasznos teljesítménye legfeljebb 4 kW, elektromos motor esetében legnagyobb folyamatos névleges teljesítménye szintén legfeljebb 4 kW. A segédmotoros kerékpárok nem számítanak gépjárműnek, így ez a jármű sem!

- Négykerekű motorkerékpár (quad), a motorok kategóriájába sorolandó jármű, mely nyitott utasterű, nem áttételes kormányzású, és a motorkerékpároknál szokásos kezelőszervekkel van ellátva (szarvkormány). Terheletlen tömege legfeljebb 400 kg, teherszállításra alkalmas változatnál 550 kg – elektromos hajtású járműveknél az akkumulátor tömege ebbe nem számít bele, ilyen járműnél az akkumulátorok legnagyobb hasznos motorteljesítménye legfeljebb 15 kW. Kiegyenlítőmű nélküli hajtott tengelyes négykerekű motorkerékpár legnagyobb tervezett sebessége 40 km/h lehet. Bizonyos, teherszállításra kialakított quadok hat kerékkel is rendelkezhetnek.

A magyar KRESZ  2010. január 1-től hatályos módosítása  szerint

„Quad: a külön jogszabályban
- L6e járműkategóriába sorolt könnyű négykerekű segédmotoros kerékpár vagy
- L7e járműkategóriába sorolt négykerekű motorkerékpár,
amely nyitott utasterű, kormányműve nem áttételes és a motorkerékpárok esetében szokásos kezelőszervekkel van felszerelve.”

## Nem gépjárművek
Bár saját motorjuk van, nem számítanak gépjárműnek:
- Mezőgazdasági vontató (traktor), mely olyan kerekes vagy lánctalpas jármű, amelyet pótkocsi vontatására, és mezőgazdasági vagy erdészeti berendezések vontatására, hordozására és működtetésére alakítanak ki. 25 km/h-nál nagyobb sebességre képes, valamint teher és személy szállításra is alkalmas lehet. Mezőgazdasági járműveknek zöld karakterű rendszámuk lehet.*
- Lassú jármű, mely saját motorral rendelkezve sem képes 25 km/h-nál nagyobb sebesség elérésére. A lassú járművek közé tartozhatnak például a kis elektromos autók, kisvonatok, és bizonyos önjáró munkagépek (pl. gumikerekes markológép, csettegő) is. A lassú járműveknek piros karakterű rendszámuk lehet.*
- Segédmotoros kerékpár, mely olyan két- vagy háromkerekű jármű, aminek legnagyobb tervezett sebessége 45 km/h, belsőégésű motorjának hengerűrtartalma legfeljebb 50 cm³, valamint elektromos meghajtás esetén motorjának folyamatos névleges teljesítménye 4 kW. Segédmotoros kerékpár a fentebb taglalt könnyű négykerekű segédmotoros kerékpár is. A segédmotoros kerékpárra nem kell rendszám, de a 350 kg-nál nehezebb mopedautókra kell egy speciális rendszám.[4]
- Villamos, mely az úttestbe épített, vasúti pályaként nem jelölt sínpályán közlekedő, utasszállító jármű.

*2022. július 1-től az új magyar rendszámok bevezetésével a korábbi zöld és piros karakterű rendszámok kiadása is megszűnt.

## Nem motoros járművek
Ezek a járművek nem rendelkeznek saját meghajtással, ezért nem motoros járművek:
- Pótkocsi vagy tréler, mely olyan jármű, ami gépkocsival, mezőgazdasági vontatóval, és lassú járművel történő vontatásra készült. 750 kg alatti tömeg esetén a pótkocsi könnyű pótkocsinak számít, efölött nehéz pótkocsinak minősül.
- Kerékpár, mely legalább két kerékkel rendelkezik, és a rajta ülő izomereje hajtja, amit egy legfeljebb 300 W-os motor egészíthet ki.
- Állati erővel vont jármű (lovaskocsi, szekér, hintó, fiáker stb.), melyet kizárólag a vezető által irányított állat(ok) vontat(nak).
- Kézikocsi, mely két- vagy többkerekű, teherszállításra való jármű, amelyet a vezető izomereje késztet mozgásra húzással vagy tolással.